# Eleccions al Parlament de Canàries de 1995
Les Eleccions al Parlament de Canàries de 1995 se celebraren el 26 de maig. Amb un cens d'1.248.575 electors, els votants foren 801.607 (64,2%) i 446.968 les abstencions (35,8%). El partit més votat és Coalició Canària, i mercè a un pacte amb el PP aconseguirà que el seu candidat Manuel Hermoso Rojas.
- Els resultats foren:

| ← Eleccions al Parlament de Canàries, 1995 → |         |       |        |
| Partit                                       | Vots    | %     | Escons |
| Coalició Canària                             | 261.424 | 33,18 | 21     |
| PP                                           | 247.609 | 31,42 | 18     |
| PSOE                                         | 183.969 | 23,35 | 13     |
| Izquierda Unida Canaria                      | 40.614  | 5,15  |        |
| Plataforma Canaria Nacionalista              | 23.914  | 3,03  | 4      |
| Coalición por Gran Canaria                   | 10.964  | 1,39  |        |
| CDS-Unión Centrista                          | 5.340   | 0,65  |        |
| Congreso Nacional de Canarias                | 2.964   | 0,59  |        |
| FREPIC-Awañak                                | 2..436  | 0,31  |        |
| Agrupación Herreña Independiente             | 2.505   | 0,27  | 1      |
| Asamblea Tinerfeña                           | 1.600   | 0,20  |        |
| Plataforma Humanista                         | 1.561   | 0,20  |        |
| IZEGZAWEN                                    | 1.357   | 0,17  |        |
| PCPC                                         | 1.251   | 0,16  |        |
| Partido la Gente                             | 625     | 0,08  |        |
| ICAN                                         | 248     | 0,03  |        |

A part, es comptabilitzaren 9.078 (1,1%) vots en blanc.

## Diputats electes
- Augusto Brito (PSOE)
- Manuel Hermoso Rojas (Coalició Canària)
- Lorenzo Olarte Cullén (Coalició Canària)
- José Miguel Bravo de Laguna Bermúdez (PP)